# Cementiri dels Moros
Le cementiri dels Moros est un dolmen situé à Boule-d'Amont, dans le département français des Pyrénées-Orientales.

## Description
Le dolmen est complètement ruiné. Il n'en demeure que deux longues dalles en schiste, la première encore en place (2,30 m de long sur 0,15 à 0,25 m d'épaisseur), et la seconde (2,32 m sur 1,15 m de large et 0,20 m d'épaisseur) couchée contre la précédente. Les dalles de couverture, visibles à l'ouest, sont brisées en plusieurs fragments. Elles comportent des cupules et des signes en forme de croix.

## Toponymie
Le site est connu de longue date sous le nom de « cimetière des Maures », ce qui est assez curieux dès lors que les gravures représentées sur les dalles représentent des croix. Un autre dolmen du même nom est situé dans la commune de Torrent, dans la Province de Gérone, en Catalogne-Sud.